# Lee Evans
Lee Edward Evans (Madera, California; 25 de febrero de 1947-Lagos, Nigeria; 19 de mayo de 2021) fue un atleta estadounidense especialista en los 400 metros llanos, campeón olímpico en los Juegos de México 1968. Estableció un récord mundial con 43,86.

## Biografía
En su época de instituto en la Overfelt High School de San José, California, no perdió ni una sola carrera. Luego asistió a la Universidad Estatal de San José, donde tuvo como entrandor a Lloyd "Bud" Winter, uno de los mejores entrenadores de velocistas del mundo.
En 1966, con solo diecinueve años, ganó su primer título nacional absoluto en la prueba de 400 m (en realidad se corrían 440 yardas, aproximadamente 402 metros). Ese mismo año formó parte del equipo de relevos 4 x 400 m que el 24 de julio batió en Los Ángeles el récord mundial con 2:59,6 la primera vez que se bajaba de tres minutos en esta prueba.
Revalidó su título de campeón nacional absoluto en 1967, año en el que también ganó el oro en los Juegos Panamericanos de Winnipeg.
1968 sería su año más importante. Ganó su tercer título de campeón nacional en Sacramento. Más adelante ganó en las pruebas de selección para los Juegos Olímpicos de México en Echo Summit batiendo el récord mundial con 44,06.
Ya en los Juegos ganó la medalla de oro con un nuevo récord de 43,86, siendo el primer hombre en la historia en bajar de cuarenta y cuatro segundos en esta prueba. Los estadounidenses ganaron las tres medallas en juego, con Larry James, plata (43,97) y Ron Freeman, bronce (44,41).
El récord de Evans se mantendría vigente durante veinte años, nueve meses y diecinueve días, hasta que fue batido en 1988 en Zúrich por su compatriota Harry Reynolds poco antes de los Juegos de Seúl con 43,39. Además el récord de Evans en México se produjo el mismo día (18 de octubre) en el que Bob Beamon logró su histórico récord en salto de longitud con 8'90 que duraría veintidós años, diez meses y veintidós días.
Evans ganó también el oro en la prueba de relevos 4 x 400 m, en un equipo que formaban por este orden Vincent Matthews, Ron Freeman, Larry James y Lee Evans. Su marca fue de 2:56.16, otro récord mundial que se mantendría vigente aún más tiempo, ya que solo fue igualado en 1988 durante los Juegos de Seúl, y no fue definitivamente batido hasta los Juegos Olímpicos de Barcelona 1992 con una duración de veintitrés años, nueve meses y diecinueve días siendo el segundo récord mundial que ha permanecido más tiempo imbatido después del salto de longitud de Jesse Owens de 8,13 m del 25 de mayo de 1935 que duró veinticinco años y setenta y nueve días. En estos juegos, Lee Evans secundó la acción de Tommie Smith y John Carlos, e incluso quiso renunciar a competir en la final pero Tommie Smith y John Carlos le convencieron de que lo mejor era que corriera, ganara y realizara su protesta como ellos en el podio, y como ellos, Lee Evans, G. Lawrence James y Ronald Freeman, en la ceremonia de entrega de medallas de los 400 m llanos levantaron los puños enguantados en alto y con boinas negras en la cabeza.
Tras volver a ganar los títulos nacionales en 1969 y 1972, Evans solo fue cuarto en las pruebas de selección para los Juegos Olímpicos de Múnich 1972 celebradas en Eugene, Oregón, por lo que no pudo competir en la prueba individual, ya que solo pueden participar tres atletas por país.
Acudió a Múnich como miembro del equipo de relevos 4 x 400 m, pero finalmente EE. UU. no participó en esta prueba después de que dos de sus miembros, Vincent Matthews y Wayne Collett, medallistas en la prueba individual, protagonizaran en la ceremonia de entrega de medallas una protesta similar a la que tuvo lugar cuatro años antes en México con Tommie Smith y John Carlos, lo que hizo que fueran sancionados por el COI.
Evans se retiró del atletismo en 1973. Intentó volver a competir en 1980 ya con treinta y tres años, aunque sin demasiado éxito. Tras retirarse, inició una carrera como entrenador de atletismo, primero en la Universidad Estatal de San José y luego como entrenador nacional de diferentes países como Nigeria o Catar. Actualmente se encontraba en Nigería desarrollando actividades como entrenador.